# Cayenne
Cayenne je glavno mjesto prekomorske francuske regije i departmana, Francuske Gijane.

## Povijest
Grad je najvažnija pomorska luka Gvajane. Područje su ignorirali španjolski istraživači, jer su smatrali da je područje pretoplo i presiromašno za kolonizaciju, područje su zauzeli Francuzi 1643.
1664. osnovan je Cayenne. Prvo naselje je bilo Fort Cépérou po jednom indijanskom poglavici. Područje su zauzimali Nizozemci, Britanci i Brazilci, da bi se na kraju vratilo Francuskoj.
Za vrijeme Direktorija, Cayenne je bio mjesto deportacije i za lijevo i za desno orijentirane političke neistomišljenike. Područje su zvali "suha giljotina" (la guillotine sèche), jer su vrućice same ubijale zatvorenike.

Od 1777. do 1821. godine, je prisilnim radom zatvorenika izgrađen kanal Laussat, kako bi se očistio grad. 
1821. godine, arhitekt Sirdey je dizajnirao današnji plan Cayennea, s ulicama pod pravim kutom.
11. kolovoza 1888. godine, veliki požar uništava "stari Cayenne" iz tog doba.

## Zemljopis
Grad se nalazi na sjevernoj obali regije na djelomično močvarnom području na poluotoku Cayenne kojeg čini rijeka Cayenne, rijeka Tour de l'Isle i Mahury. Grad karakterizira mreža ulica i brojna brdašca (Montabo, Baduel, Mont Lucas).

## Stanovništvo
Cayenne je najvažniji grad u Gvajani i njegova aglomerizacija okuplja više od trećine stanovništva tog departmana (oko 50 000 stanovnika). To je paradoksalno, jer je ta općina površinom najmanja u Gvajani (2360 hektara).

## Gospodarstvo
U Cayenneu se nalazi jedan muzej (muzej Alexandre Franconie), kao i nekoliko starih crkvi. Ovaj grad je središte važne industije škampa. Budući da je grad upravno središte Gvajane, u njemu je i najjača trgovačka aktivnost. U blizini grada se nalaze stare rafinerije šećera, a 55 km zapadno se nalazi grad Kourou, mjesto CNES-a (Francuskog centra za svemirska istraživanja).
Grad je poznat i kao kažnjenička kolonija, što nije točno. Naime iako je Cayenne bio središte kažnjeničke uprave, u njemu nije postojala kaznionica, ali su poneki zatvorenici dobrog ponašanja bili poslani u grad kako bi radili za građanstvo.
Cayenne je sjedište 9. korpusa francuskih marinaca (Troupes de marine) (francuski: 9e régiment d'infanterie de marine) od 1976.

## Kultura
Cayenne je etnički vrlo raznolik, u gradu žive Kreoli, Haićani, Brazilci, Europljani, narod Hmong i Azijati. Grad je poznat po svom godišnjem karnevalu koji počinje dolaskom Vavala (kralja karnevala), prve nedjelje nakon Nove Godine. Kostumirane zabave su svake večeri, a nedjeljom popodne i parade, sve do pokladnog utorka. 
U Voltaireovom djelu Candide, likovi putuju u Cayenne, ali na kraju završavaju u El Doradou.

## Šport
- Stade de Baduel, višenamjenski stadion

## Uprava
Cayenne je podijeljen na šest kantona:
- Cayennski kanton-sjeverozapad, 3,935 stanovnika
- Cayennski kanton-sjeveroistok, 5,730 stanovnika
- Cayennski kanton-jugozapad, 8,017 stanovnika
- Cayennski kanton-centar, 5,955 stanovnika
- Cayennski kanton-jug, 9,750 stanovnika
- Cayennski kanton-jugoistok, 17,207 stanovnika

## Promet i turizam
Cayenne opslužuje međunarodna zračna luka Cayenne-Rochambeau.
U gradu postoji veliki broj hotela: Central Hotel, La Bodéga, Hôtel Ajoupa, Hôtel Amazonia, Hôtel les Amandiers, Hôtel Neptima, Hôtel Novotel i Ket-Tai.

## Spomenici i turističke lokacije
Središte Cayennea se sastoji od zgrada u kreolskom stilu.
Nekoliko pogleda na Cayenne.
- Kip Victora Schoelchera u središtu grada na istoimenom trgu.
- Place des Palmistes
- Gradska vijećnica
- Oslikani zid na križištu Suzini.
- Pogled na Cayenne iz zraka.

## Poznate osobe
- Félix Eboué
- Gaston Monnerville
- Florent Malouda
- Malia Metella

## Vanjske poveznice
|  | Zajednički poslužitelj ima još gradiva o temi Cayenne |

- Slike Cayenne i Francuske Gvajane
- Galerija slika
- Karta

|  | Portal Francuske – Pristup člancima s tematikom o Francuskoj. |